# Lycosa gilberta
Lycosa gilberta är en spindelart som beskrevs av Henry Roughton Hogg 1905. Lycosa gilberta ingår i släktet Lycosa och familjen vargspindlar. Inga underarter finns listade i Catalogue of Life.